# Wadim Zacharczenko
Wadim Wiktorowicz Zacharczenko (ros. Вади́м Ви́кторович Заха́рченко; ur. 19 lutego 1929, zm. 2 stycznia 2007 w Moskwie) – radziecki i rosyjski aktor filmowy. Zasłużony Artysta Federacji Rosyjskiej (1993). Pochowany w Cmentarzu Babuszkińskim w Moskwie.

## Wybrana filmografia
- 1956: Czterdziesty pierwszy jako dowódca białych
- 1958: Cichy Don jako Prochor Zykow
- 1967: Wij jako Chalawa
- 1968: Błąd rezydenta  jako Łazariew (Leonid Krug)
- 1972: Pogwarki jako podróżny z przedziału
- 1988: Mała Wiera